# Nicolás Bruna
Pablo Nicolás Bruna (Santa Fe, Argentina; 7 de agosto de 1990) es un futbolista argentino. Juega como mediocampista central y su primer equipo fue Unión de Santa Fe. Actualmente juega en La Sub un grupo de amigos que lo preside el pala micalone

## Trayectoria
Nicolás Bruna llegó a Unión a los 5 años para sumarse a la escuelita de fútbol. Realizó todas las inferiores hasta que logró hacerse un lugar en el plantel de Primera que comandaba Fernando Alí. Fue capitán del equipo de Liga Santafesina que se coronó campeón en 2010 de la mano del "Pelado" Centurión.
El 21 de noviembre de 2010, por la fecha 15 de la Primera B Nacional, tuvo la chance de debutar profesionalmente. Ese día, Unión empató 1 a 1 con San Martín en Tucumán y el técnico Frank Darío Kudelka decidió su ingreso a los 32 minutos del ST en reemplazo de Alexis Fernández. En los primeros días del 2011 firmó su primer contrato profesional y formó parte del plantel Tatengue que logró el ascenso a la Primera División en ese mismo año.
Para la temporada 2011/2012 le fue asignado el dorsal número 15. Su debut en la máxima categoría del fútbol argentino se dio el 5 de agosto de 2011, cuando fue titular en el partido que Unión y Argentinos Juniors empataron 1 a 1 en Santa Fe, por la fecha 1 del Torneo Apertura.
A principios de 2014, con la salida de Nicolás Correa a Defensor Sporting, el técnico tatengue Leonardo Madelón lo eligió como nuevo capitán del equipo.
Jugó también en Huracán, Sportivo Belgrano, Brown de Puerto Madryn, Anconitana de Italia, Chiesanuova de Italia. y La Sub En este ultimo se consagró campeón, con un gol en la final.

## Clubes
| Club                   | País      | Año       |
| ---------------------- | --------- | --------- |
| Unión de Santa Fe      | Argentina | 2010-2014 |
| Huracán                | Argentina | 2015      |
| Sportivo Belgrano      | Argentina | 2016-2017 |
| Brown de Puerto Madryn | Argentina | 2017-2018 |
| Sportivo Belgrano      | Argentina | 2018-2019 |
| Anconitana             | Italia    | 2019      |
| La Sub                 | Argentina | 2024-2025 |

### Estadísticas
- Actualizado al 9 de agosto de 2020

| Club                        | Div.                | Temporada           | Liga | Liga | Copa Nacional | Copa Nacional | Copa Internacional | Copa Internacional | Total | Total |
| Club                        | Div.                | Temporada           | PJ   | G    | PJ            | G             | PJ                 | G                  | PJ    | G     |
| --------------------------- | ------------------- | ------------------- | ---- | ---- | ------------- | ------------- | ------------------ | ------------------ | ----- | ----- |
| Unión Argentina             |                     |                     |      |      |               |               |                    |                    |       |       |
| 2.ª                         | 2010/11             | 14                  | 0    | -    | -             | -             | -                  | 14                 | 0     |       |
| 1.ª                         | 2011/12             | 17                  | 0    | 0    | 0             | -             | -                  | 17                 | 0     |       |
| 1.ª                         | 2012/13             | 29                  | 0    | 0    | 0             | -             | -                  | 29                 | 0     |       |
| 2.ª                         | 2013/14             | 30                  | 0    | 0    | 0             | -             | -                  | 30                 | 0     |       |
| 2.ª                         | 2014                | 10                  | 0    | -    | -             | -             | -                  | 10                 | 0     |       |
| Total                       | Total               | 100                 | 0    | 0    | 0             | -             | -                  | 100                | 0     |       |
| Huracán Argentina           |                     |                     |      |      |               |               |                    |                    |       |       |
| 1.ª                         | 2015                | 9                   | 0    | 0    | 0             | 3             | 0                  | 12                 | 0     |       |
| Total                       | Total               | 9                   | 0    | 0    | 0             | 3             | 0                  | 12                 | 0     |       |
| Sportivo Belgrano Argentina |                     |                     |      |      |               |               |                    |                    |       |       |
| 3.ª                         | 2016/17             | 27                  | 1    | -    | -             | -             | -                  | 27                 | 1     |       |
| 3.ª                         | 2018/19             | 14                  | 1    | 2    | 0             | -             | -                  | 16                 | 1     |       |
| Total                       | Total               | 41                  | 2    | 2    | 0             | -             | -                  | 43                 | 2     |       |
| Brown (PM) Argentina        |                     |                     |      |      |               |               |                    |                    |       |       |
| 2.ª                         | 2017/18             | 9                   | 0    | 1    | 0             | -             | -                  | 10                 | 0     |       |
| Total                       | Total               | 9                   | 0    | 1    | 0             | -             | -                  | 10                 | 0     |       |
| Anconitana · Italia         |                     |                     |      |      |               |               |                    |                    |       |       |
| 5.ª                         | 2019/20             | ?                   | ?    | -    | -             | -             | -                  | ?                  | ?     |       |
| Total                       | Total               | ?                   | ?    | -    | -             | -             | -                  | ?                  | ?     |       |
| Chiesanuova · Italia        |                     |                     |      |      |               |               |                    |                    |       |       |
| 6.ª                         | 2019/20             | ?                   | ?    | -    | -             | -             | -                  | ?                  | ?     |       |
| Total                       | Total               | ?                   | ?    | -    | -             | -             | -                  | ?                  | ?     |       |
| La sub Argentina            |                     |                     |      |      |               |               |                    |                    |       |       |
| 1.ª                         | 2025                | 7                   | 2    | 1    | -             | -             | -                  | 7                  | 2     |       |
| Total                       | Total               | 7                   | 2    | 1    | -             | -             | -                  | 7                  | 2     |       |
| Total en su carrera         | Total en su carrera | Total en su carrera | 166  | 4    | 4             | 0             | 3                  | 0                  | 166   | 4     |

## Palmarés

### Campeonatos nacionales
| Título              | Club    | País      | Año  |
| ------------------- | ------- | --------- | ---- |
| Supercopa Argentina | Huracán | Argentina | 2015 |
| Liga Elite          | La Sub  | Argentina | 2025 |